# 原田雄一
原田雄一，筆名：原田，日本插畫家、遊戲原畫家、漫畫家。

## 人物簡介
現為自由身，為遊戲公司日本一軟體的前社員，不過還是有繼續參加日本一軟體的相關遊戲開發。代表作是在日本一軟體擔任遊戲人物設定的《通靈戰士》、《幽靈王國》及《魔界戰記》。

## 作品列表

### 人物設定
- 魔界戰記（2003年1月30日）人物設定
- 通靈戰士（日语：ファントム・ブレイブ）（2004年1月22日）人物設定
- 幽靈王國（日语：ファントム・キングダム）（2005年3月17日）人物設定
- 魔界戰記2（2006年2月23日）人物設定
- 魂之搖籃 侵蝕世界者（2007年2月15日）插圖
- 魔界戰記3（日语：魔界戦記ディスガイア3）（2008年1月31日）人物設定
- 普利尼 ～我當主角可以嗎？～（日语：プリニー 〜オレが主人公でイイんスか?〜）（2008年11月20日）人物設定
- 悠久的車輪（日语：悠久の車輪）（2009年3月4日）插圖
- 魔界戰記4（2011年2月24日）人物設定
- 擴散性百萬亞瑟王（2012年4月9日）卡片插圖（部分）
- 魔界戰記D2（日语：ディスガイア D2）（2013年3月20日）人物設定
- 魔女與百騎兵
- 英雄*戰姬 GOLD（日语：英雄*戦姫）（2014年3月28日）人物設定（部分）
- 魔界戰記5（2015年3月26日）人物設定
- 絕滅危愚少女Amazing Twins（日语：絶滅危愚少女 Amazing Twins）（人物原案）
- 魯弗蘭的地下迷宮與魔女的旅團（2016年6月23日）人物設定
- 追放選舉（日语：追放選挙）（2017年4月27日）人物設定（包含「艾莉絲」）
- Fate/grand order（2017年6月29日）「不夜城的Assassin」人物設定
- Fate/grand order（2019年1月1日）「紅閻魔」人物設定
- 迦雷里雅的地下迷宮與魔女的旅團（2020年11月26日）人物設定

### 電視動畫
- 月詠 -MOON PHASE-（第9話（2004年11月播出））片尾插圖
- 亞斯塔蘿黛的後宮玩具（2012年）第3話過場插圖
- 我的妹妹哪有這麼可愛！（2013年4月－6月播出）劇中遊戲（真妹大殲SISCALYPSE）的人物設定

### OVA
- 絕滅危愚少女 Amazing Twins（日语：絶滅危愚少女 Amazing Twins）（2014年2月－6月發售）人物原案

### 小說
- 正系列
- 散彈槍刑事（日语：ショットガン刑事）系列
- 妖裔特警（日语：ダブルブリッド）（第3冊之後擔任，著：中村惠里加（日语：中村恵里加））
- 打工魔法師系列
- 魔界戰記（著：秋倉潤奈）

### 漫畫
- 202號室（Manga Time Kirara，芳文社）

### 其它
- 水瓶戰記
- @games（日语：アットゲームズ）（索菲亞（日语：セルフィ）的造型設計）
- 看板娘小繪（日语：看板娘はさしおさえ）（單行本第3冊書腰帶的插圖繪製）

## 相關項目
- 超肉
- 日本一軟體

## 外部連結
- 原田屋 （日語）
- HARADAYAblog （页面存档备份，存于） （日語）－原田雄一的官方個人部落格。
- 原田雄一的X（前Twitter） （日語）